# Nick Jr.
Nik džunior (engl. Nick Junior) je američki kanal, koji se nalazi u vlasništvu kompanije Vajakom, kao i Nikelodion kanal. Kanal je prvenstveno namenjen deci mlađoj od šest godina, i emituje crtaće iz originalne produkcije, kao i crtaće koji su ranije emitovali na kanalu Nikelodion. Kanal Nikelodion sadrži blok "Nik džunior: pametno mesto za igru" gde emituje neke od crtaća sa Nik džunior kanala, i zato se ponekad kaže "Nik džunior kanal" kako ne bi došlo do zabune.
Kanal je originalno osnovan kao "Nogin" od 2. februara 1999. do 28. septembra 2009. Sestrinski kanal "En" je promenio ime u Tin Nik istog dana kada je "Nogin" promenio ime u "Nik džunior". Kada je kanal postao "Nik džunior", kanal Nikelodion je uklonio to ime kao naziv svog bloka koji je emitovan vikendom ujutru od 1988. do 2009. godine.
U Srbiji kanal se može pratiti putem kablovskih i satelitskih operatera, u potpunosti sinhronizovan na srpski. Sinhronizaciju za kanal su radili studiji Gold Digi Net i Laudvorks.
Od septembra 2020. godine kod određenih kablovskih operatera se pojavljuje verzija Nik Džuniora sa reklamama, dok neki operateri i dalje emituju verziju bez reklama (Nick Jr Global). Prodaju oglasnog prostora radi CAS Media.